# Elacatis tonkineus
Elacatis tonkineus is een keversoort uit de familie platsnuitkevers (Salpingidae). De wetenschappelijke naam van de soort werd in 1925 gepubliceerd door Maurice Pic.